# Aholansaari (ö i Kymmenedalen, Kotka-Fredrikshamn)
Aholansaari är en ö i Finland. Den ligger i Finska viken och i kommunen Kotka i den ekonomiska regionen  Kotka-Fredrikshamn i landskapet Kymmenedalen, i den södra delen av landet. Ön ligger nära Kotka och omkring 120 kilometer öster om Helsingfors.
Öns area är 3,9 hektar och dess största längd är 440 meter i nord-sydlig riktning.